# Adam Riccius
Adam Riccius (* 8. Januar 1605 in Gartz (Oder); † 19. August 1662 in Königsberg (Preußen)) war ein deutscher Rechtswissenschaftler.

## Leben
Sein Großvater Peter Riccius stammte aus einem adligen neapolitanischen Geschlecht, hatte in Deutschland studiert und sich wegen seines lutherischen Glaubens in Deutschland niedergelassen. Adam war der Sohn von dessen Nachkommen Joachim Riccius, der Judith Sass geheiratet hatte. Der Bruder des Christophorus Riccius (1590–1643), hatte vermutlich seine erste Bildung am Gymnasium in Danzig erhalten und ein Studium an der Universität Königsberg aufgenommen. Danach absolvierte er eine Gelehrtenreise, die ihn unter anderem 1632 nach Holland führte, wo ihm an der Universität Leiden das Recht gewährt wurde, Vorträge an der juristischen Fakultät zu halten. Drei Jahre später erwarb er an der Universität Orléans das Lizentiat der Rechte.
Zurückgekehrt nach Königsberg, wurde er Mandatarius Fisici (Bevollmächtigter Aufseher) und 1640 außerordentlicher Professor an der juristischen Fakultät der Königsberger Hochschule. Nachdem er am 14. Juli 1642 mit der juristischen Disputation Secundum statuta academiae zum Doktor der Rechte promoviert wurde, übernahm er im selben Jahr die zweite ordentliche Professur und stieg 1645 zum ersten Professor auf. In dieser Eigenschaft beteiligte er sich auch an den organisatorischen Aufgaben der Königsberger Hochschule und war in den Sommersemestern 1651, 1655, 1657, 1659 sowie 1661 Rektor der Alma Mater.
Riccius war drei Mal verheiratet. Seine erste Ehe hatte er 1637 mit Ursula (* 29. September 1614; † 30. Juli 1638 im Kindbett), Tochter des Königsberger Professors Johann Behm, geschlossen.
Seine zweite Ehe schloss er im März 1645 mit Maria (* 14. März 1600; † 22. April 1659), Tochter des Löbenichter Bürgers Ignatius Tappalke und Witwe des Gerichtsverwandten in Löbenicht Johann Schultz.
Die dritte Ehe ging er am 9. November 1660 mit Anna Pilchowska von Bieberstein aus dem Hause Klötzen (* 5. Mai 1621; † 16. Februar 1662), Witwe des Bürgermeisters in Preußisch Holland und des Mag. Eilhard Mencken, ein.
Aus erster Ehe ist eine Tochter Barbara Sophia bekannt, die jedoch im Alter von fünf Jahren verstarb.

## Werke
- Gründliche Widerlegung der Pasquil, welche wider ihn ausgetheilet und öffentlich verkaufet worden. Königsberg 1651
- Contemtum Adami Riccii das ist, Gründliche Beantwortung des D. Riccii Pasquils. Königsberg 1651
- Tractatus Rapsodicus de liborum Juris Romani, tam civilis, quam canonici, tam orientalis, quam occidentalis, nec non praecipuorum municipalium in Germania receptorum Jurium quantitate et qualitate. Königsberg 1654/55, 1657
- Erotemata super Institutiones Juris Romani. Königsberg 1654
- Deliciae Academicae. 1657
- Oratio Solemnis, Quam Paraverat Recitare Circa Renuntiationem Sextum Administrati Huius Academiae Rectoratus. Königsberg 1662

Werke, die in der Literatur stehen, jedoch nicht nachgewiesen werden konnten
- Disp. De jure Possessionis
- Disp. Quinque in institutionis cum jure prutenico collates
- Disp. De servitutibus.
- Qratio de quaestione: an Romanis unquam in mentem venerit, talem promulgare legern, qua debitor creditoribus suis in fervitutem addicerttur, hisque permitteretur, illius corpus dissecare, et inter separtiri?

## Weblink
- Druckschriften von und über Adam Riccius im VD 17.